# Campeonato Europeo de Tiro con Arco en Sala de 2019
El XVII Campeonato Europeo de Tiro con Arco en Sala se celebró en Samsun (Turquía) entre el 26 de febrero y el 2 de marzo de 2019 bajo la organización de la Unión Europea de Tiro con Arco (WAE) y la Federación Turca de Tiro con Arco.

## Resultados

### Masculino
| Evento                            | Oro                                                               | Plata                                                     | Bronce                                                     |
| --------------------------------- | ----------------------------------------------------------------- | --------------------------------------------------------- | ---------------------------------------------------------- |
| Arco recurvo individual (02.03)   | Massimiliano Mandia · Italia                                      | Marco Morello · Italia                                    | Erdem Tsydypov · Rusia                                     |
| Arco recurvo por equipo (01.03)   | Arsalan Baldanov · Bolot Tsybzhitov · Erdem Tsydypov · Rusia      | Yuri Havelko · Vladyslav Lisniak · Viktor Ruban · Ucrania | Fatih Bozlar Mete Gazoz Muhammed Güneri Turquía            |
| Arco compuesto individual (02.03) | Mike Schloesser · Países Bajos                                    | Adrien Gontier Francia                                    | Domagoj Buden · Croacia                                    |
| Arco compuesto por equipo (01.03) | Jean-Philippe Boulch Pierre-Julien Deloche Adrien Gontier Francia | Valerio Della Stua · Fabio Ibba · Sergio Pagni · Italia   | Peter Elzinga · Sil Pater · Mike Schloesser · Países Bajos |

### Femenino
| Evento                            | Oro                                                                   | Plata                                                        | Bronce                                                               |
| --------------------------------- | --------------------------------------------------------------------- | ------------------------------------------------------------ | -------------------------------------------------------------------- |
| Arco recurvo individual (02.03)   | Sayana Tsyrempilova · Rusia                                           | Lidiya Sichenikova · Ucrania                                 | Inna Stepanova · Rusia                                               |
| Arco recurvo por equipo (01.03)   | Viktoriya Budayeva · Inna Stepanova · Sayana Tsyrempilova · Rusia     | Kristine Esebua Jatuna Narimanidze Tsiko Phutkaradze Georgia | Anastasiya Pavlova · Polina Rodionova · Lidiya Sichenikova · Ucrania |
| Arco compuesto individual (02.03) | Gizem Elmaağaçlı Turquía                                              | Alexandra Savenkova · Rusia                                  | Natalia Avdeyeva · Rusia                                             |
| Arco compuesto por equipo (01.03) | Natalia Avdeyeva · Viktoriya Balzhanova · Alexandra Savenkova · Rusia | Irene Franchini · Sara Ret · Marcella Tonioli · Italia       | Ezgi Gizem Altınçıbık Yeşim Bostan Gizem Elmaağaçlı Turquía          |

## Medallero
| Núm. | País         | Oro | Plata | Bronce | Total |
| ---- | ------------ | --- | ----- | ------ | ----- |
| 1    | Rusia        | 4   | 1     | 3      | 8     |
| 2    | Italia       | 1   | 3     | 0      | 4     |
| 3    | Francia      | 1   | 1     | 0      | 2     |
| 4    | Turquía      | 1   | 0     | 2      | 3     |
| 5    | Países Bajos | 1   | 0     | 1      | 2     |
| 6    | Ucrania      | 0   | 2     | 1      | 3     |
| 7    | Georgia      | 0   | 1     | 0      | 1     |
| 8    | Croacia      | 0   | 0     | 1      | 1     |
|      | TOTAL        | 8   | 8     | 8      | 24    |